# Menander menander
Espèce
Menander menander est une espèce d'insectes lépidoptères (papillons) appartenant à la famille des Riodinidae et au genre Menander.

## Taxonomie
Menander menander a été décrit par Caspar Stoll en 1780 sous le nom de Papilio menander.

### Sous-espèces
- Menander menander menander ; présent en Guyane, au Surinam, en Équateur[2].
- Menander menander nitida (Butler, 1867) ; présent au Brésil.
- Menander menander purpurata (Godman & Salvin, 1878) ; présent au Mexique, au Guatemala, au Costa Rica et en Colombie.
- Menander menander thallus (Stichel, 1911); présent en Bolivie et au Pérou[1].

### Nom vernaculaire
Menander menander se nomme Menander Metalmark en anglais.

## Description
Menander menander est de couleur marron largement orné de damiers bleu métallique ou vert métallique organisés en lignes dans la partie basale des ailes antérieures et jusqu'à une ligne submarginale aux ailes postérieures. Ces damiers peuvent confluer formant une grande zone bleu métallique ou vert métallique.

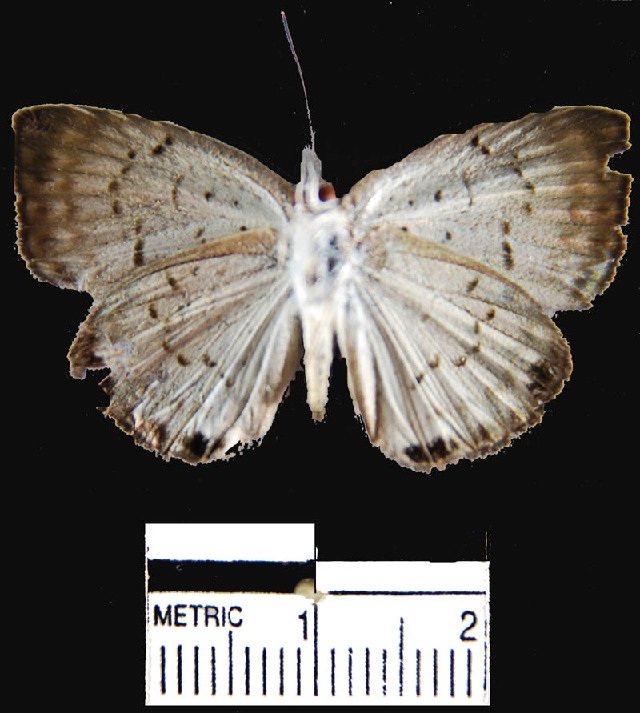
Revers.

Le revers est gris beige.

## Biologie

### Plantes hôtes
Les plantes hôtes de la chenille sont des Souroubea.

## Écologie et distribution
Menander menander est présent en Guyane, en Guyana, au Surinam, au Costa Rica, en Colombie, au Brésil et au Pérou.

### Biotope
Il réside dans la forêt tropicale.